# Praça Tiradentes (Curitiba)
A Praça Tiradentes é um espaço público do município de Curitiba, capital do estado do Paraná, no Brasil. Com 9.026 m², é sua mais antiga praça e considerada oficialmente o local onde a cidade nasceu.
De acordo com a lenda, o lugar foi escolhido pelo cacique Tindiqüera, da tribo Tingüi, para a transferência dos primeiros habitantes da região, até então, acampados às margens do rio Atuba, onde hoje situa-se o Bairro Alto. Na praça encontra-se o monolito que registra o local do pelourinho levantado por Gabriel de Lara, em 29 de março de 1693, com a Cruz da Ordem de Cristo, que simboliza o poder legalmente constituído pelo rei de Portugal, a justiça e a caracterização das vilas. Junto ao monolito está o Marco Zero da cidade, utilizado para referências geodésicas, de onde são medidas e encontradas todas as distâncias, assinaladas as direções de Santa Catarina, "Iguassu", São Paulo e Paranaguá, como também a referência de nível de Curitiba.

## História

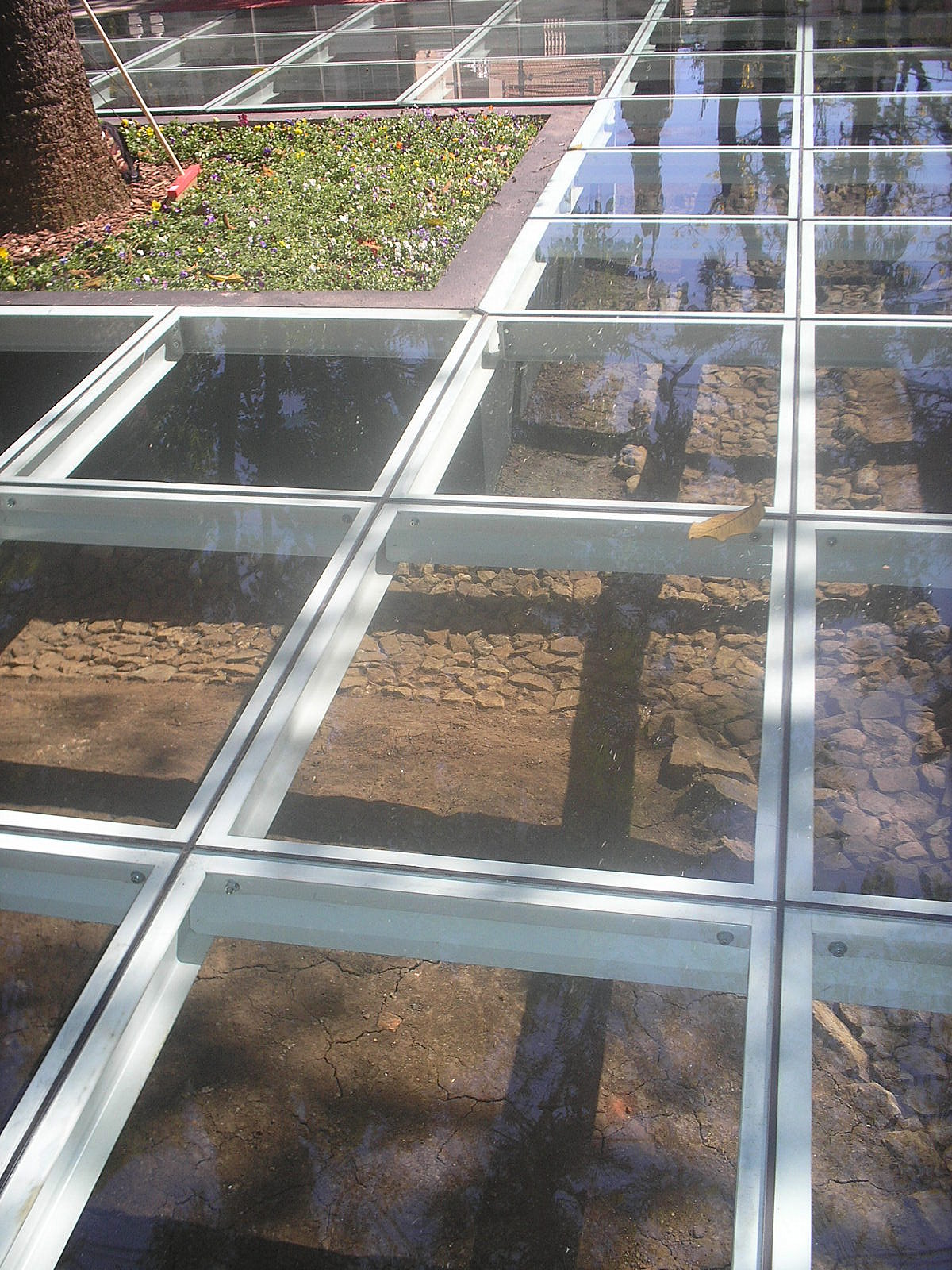
Calçamento em vidro sobre descobertas arqueológicas

No passado, era conhecida como Largo da Matriz, por abrigar a pequena capela em torno da qual se desenvolveu a Vila Nossa Senhora da Luz e Bom Jesus dos Pinhais, onde hoje encontra-se a Catedral Basílica de Curitiba. Em 1880, quando da visita do imperador ao Paraná, o Largo da Matriz mudou seu nome para Largo Dom Pedro II e, em 1889, com o fim da monarquia e a Proclamação da República, passou a denominar-se Praça Tiradentes. Abriga bustos de personagens importantes da história do Brasil, como Getúlio Vargas, Marechal Floriano Peixoto e Tiradentes, esta última de João Turin. Em 2017, a estátua do Cacique Tindiqüera foi transferida para o local.
A praça marcou época e aglutinou eventos religiosos, políticos, e comerciais. Foi ali que os Voluntários da Pátria foram recebidos com festa após a vitóiria na Guerra do Paraguai, em 1870. Foi também referência para movimentos operários e a casa do primeiro supermercado de Curitiba.

### Conflito
A praça Tiradentes foi palco de um grave conflito étnico que resultou em três dias de conflitos e depredações, entre os dias 8 e 11 de dezembro de 1959.  O episódio ficou conhecido como a "Guerra do Pente"..

## Atualidade
No início de 1994, foi reformada com o objetivo de alterar o tráfego do anel central, além de servir como terminal de algumas linhas de ônibus urbanos e ponto de partida da Linha Turismo (Jardineira). Em 2008, foram encontrados calçamentos de cunho arqueológico, datados da metade do século XIX. Após uma grande reforma, a praça foi reinaugurada, com um projeto de revitalização para dar visibilidade aos achados. No sua parte central, onde está sua calçada histórica mais importante, foi instalado um piso de 119 metros quadrados, em vidro laminado, sustentado por uma estrutura metálica com uma iluminação especial interna.

### Estátua de Tiradentes

Praça Tiradentes em 1950

Uma das atrações da praça é a estátua de Tiradentes, obra executada pelo escultor João Turin, inaugurada em 21 de abril de 1927.
Em 2013, esta obra foi removida para os serviços de manutenção, e neste processo foi descoberta uma garrafa no vão livre de seu pedestal, que aberta por técnicos especialistas, descobriu-se conter uma carta, escrita pelo próprio escultor, indicando que no local original do monumento, removida de lugar em 1932, existe uma cápsula do tempo contendo a primeira página do jornal “O Dia”, de 21 de abril de 1927 e algumas moedas da época. Dentro da garrafa também estava uma moeda de 100 réis.
Neste mesmo ano, um documento histórico, com a transcrição da ata de inauguração da estátua de Tiradentes, foi doado à municipalidade, pelo advogado Airton Ferreira do Amaral, neto de Santiago Colle, na época uma das lideranças da comunidade italiana que presenteou a cidade com a obra do escultor João Turin. A ata é a mesma que teria sido colocada numa cápsula do tempo – a segunda que se tem conhecimento – sob o monumento de Tiradentes.
Além da ata de inauguração, o documento também contém o discurso feito por Santiago Colle na solenidade, na presença do então presidente do Estado, Caetano Munhoz da Rocha, e do prefeito João Moreira Garcez.